# سلاح ناري

الكلاشنكوف من أكثر الأسلحة النارية الفردية شيوعا وأشهرها رمزية

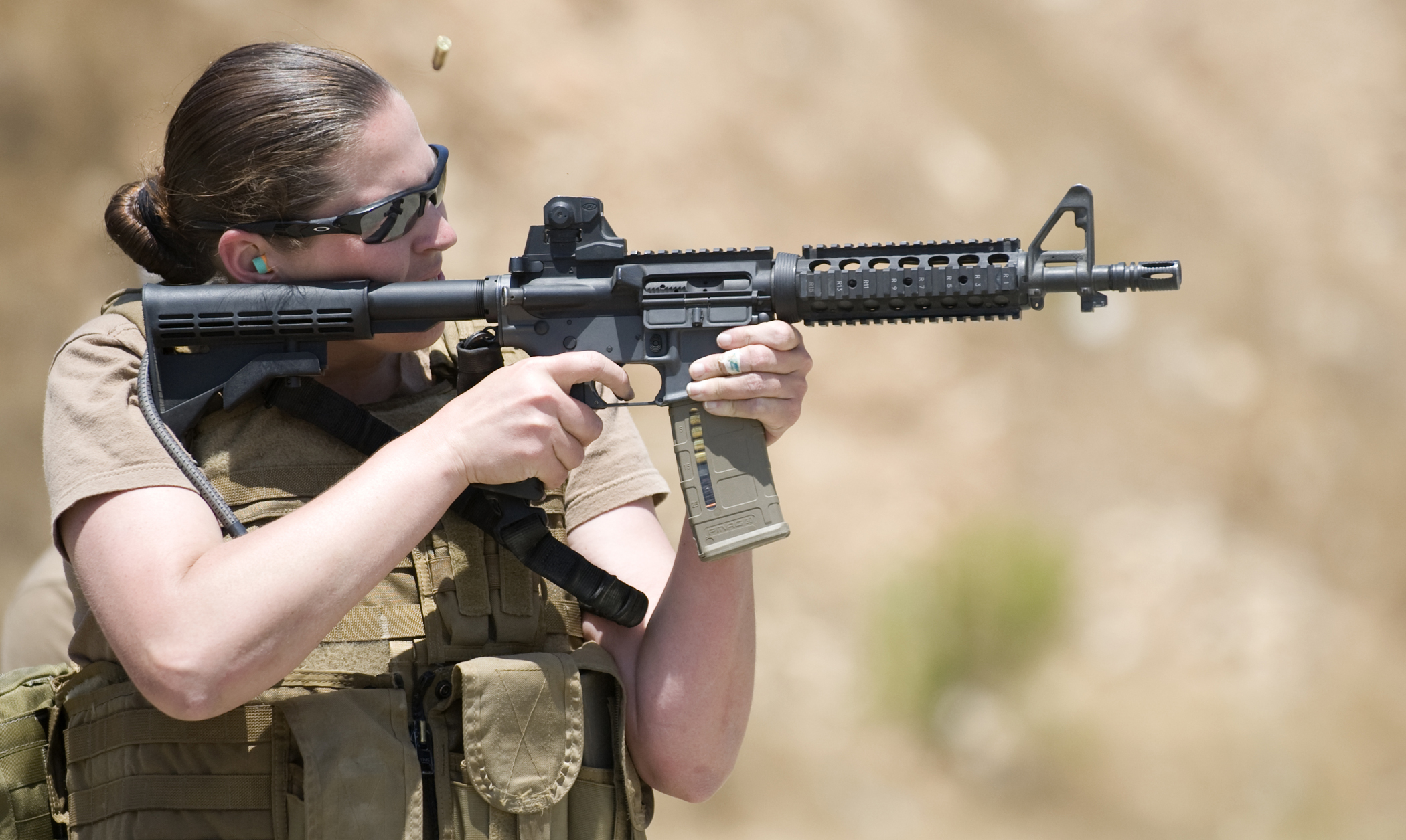
جندية في البحرية الأمريكية تطلق النار من بندقية MK-18 صوب هدف أمامها.

السِّلَاحُ النَّارِيُّ هو كل آلة معدة لرمي المقذوفات، حيث تنطلق هذه المقاذيف بالقوة الضاغطة لتمدد الغازات الناتجة عن اشتعال مواد متفجرة عادة ما تكون البارود. يرجع تاريخ استخدام الأسلحة النارية إلى القرون الوسطى حيث تطورت أوائل المدافع ومنها تطورت الأسلحة الفردية كالقربينة التي تطورت في أوربا بسنوات 1500 للميلاد. بينما في هذا العصر، يعتبر السلاح الناري من أهم الأسلحة المستعملة في الحروب ومن أنواع الأسلحة الفردية الأكثر شيوعا في العالم هو سلاح الكلشنكوف الروسي التصميم الذي يستمر إنتاجه برخصة وبدون رخصة حول العالم منذ اختراعه بالأربعينيات من القرن الفائت.

## أشكال الأسلحة النارية
يشمل تعريف الأسلحة النارية السابق معظم الأسلحة الحديثة تقريبا من مثل:
- الأسلحة الفردية (كالبنادق والمسدسات): مدى فعاليتها ضيق مقارنة بالرشاشات.
- الأسلحة الثقيلة (كالرشاشات): لها مدى فعالية أكبر من البنادق والمسدسات.
- الصواريخ.
- الراجمات.
- الهاون.

## احتياطات التعامل مع السلاح الناري
في العسكرية، يتعلم الجنود الأغرار (أي الجدد) أساسيات احترام السلاح، أي أساسيات التعامل الحذر والفطن مع شيء مدمر غير عاقل بطريقة آمنة لا تؤدي إلى عواقب وخيمة. ويجب القيام بالإجراءات التالية بشكل أساسي دائماً:

### قواعد الأمان
1. تعامل مع أي سلاح على أنه سلاح مذخر وليس فارغ
2. لا تدخل إصبعك إلى قنطرة الزناد إلا عند الجاهزية التامة.
3. عدم توجيه السلاح إلا لهدف تريد تدميره.
4. التأكد من أن السلاح بوضعية الأمان.
5. التأكد من يمين الهدف ويساره.

في حال عدم الرماية تأكد من إخراج مخزن الطلقات من السلاح، وسحب الأجزاء (التعمير) أكثر من مرة، وإبقاء الأجزاء مسحوبة والتأكد من أن حجرة الطلقة (غرفة النار) فارغة من الرصاص.